# Comunità montana Alto Vastese
La Comunità montana Alto Vastese (zona U) era stata istituita con la Legge regionale 3 settembre 1976, n. 50 della Regione Abruzzo, che ne ha anche approvato lo statuto.
È stata accorpata alla Comunità montana Montagna Sangro Vastese dopo una riduzione delle comunità montane abruzzesi che sono passate da 19 ad 11 nel 2008.
La Regione Abruzzo ha abolito la nuova Comunità montana insieme a tutte le altre comunità montane nel 2013.
La Comunità montana Alto Vastese, la cui sede era situata nel comune di Torrebruna, comprendeva otto comuni della provincia di Chieti:
- Carunchio
- Castelguidone
- Castiglione Messer Marino
- Celenza sul Trigno
- Fraine
- San Giovanni Lipioni
- Schiavi di Abruzzo
- Torrebruna